# Piotr Ugrumov
Piotr Ugrumov (lettisk: Pēteris Ugrjumovs; født 21. januar 1961 i Riga) er en tidligere lettisk professionel landevejscykelrytter. Hans karriere som professionel varede fra 1987 til 1999, og fik ti sejre. Han kørte blandt andet for Gewiss-Ballan i sæsonerne 1994 og 1995 sammen med Bjarne Riis.

## Eksterne links
- Wikimedia Commons har flere filer relateret til Piotr Ugrumov
- Officielle Tour de France-resultater for Piotr Ugrumov
- Piotr Ugrumovs opslag i Munzinger Sportsarchiv (tysk)
- Piotr Ugrumovs profil på Sports-Reference OL-resultater (arkiveret) (engelsk)
- Piotr Ugrumovs profil på Olympedia (engelsk)
- Piotr Ugrumovs profil på CycleBase (engelsk)
- Piotr Ugrumovs profil på Cykelsiderne
- Piotr Ugrumovs profil på ProCyclingStats (engelsk)
- Piotr Ugrumovs profil på FirstCycling

| Cykling | Spire Denne biografi om en cykelrytter er en spire som bør udbygges. Du er velkommen til at hjælpe Wikipedia ved at udvide den. |